# A-Style
A-Style è un marchio italiano, nato nel 1999 da un'idea di Marco Bruns

## Storia
Il logo A-style è stato disegnato da Marco Bruns nel 1990 aggiungendo due punti alla lettera maiuscola "A" e trasformando il primo segno dell'alfabeto in un'immagine riconoscibile per il significato nascosto che allude a un atto sessuale. Il nome A-STYLE e il colore giallo di sfondo furono aggiunti solo qualche anno dopo, dando completezza a quella che divenne l'immagine definitiva del Marchio. 
Negli anni '90, il logo A-style diventa il simbolo di riconoscimento di un gruppo di appassionati di surf e snowboard, amici del fondatore, che adottarono la "A bipuntata" incollando i primi adesivi su tavole e furgoni. In questo modo il solo logo, ancora privo di nome, cominciò a farsi conoscere nelle località europee frequentate dagli sportivi,  
Il logo A-style guadagnò maggior visibilità quando apparve su centinaia di adesivi incollati sui pali dei semafori di Milano (Italia) suscitando curiosità e attirando le prime attenzioni dei media. L'iniziativa di incollare gli adesivi sui semafori milanesi non era dettata da uno scopo commerciale del fondatore bensì dall'interesse nell'osservare la reazione del pubblico rispetto al logo che univa la semplicità della prima lettera dell'alfabeto alla schematica rappresentazione di un atto sessuale. Il marchio divenne sempre più visibile ma rimase completamente anonimo per diversi anni, aumentando la curiosità attorno a un simbolo che ancora non aveva un autore e un proprietario. Partendo da Milano, l'adesivo apparve poi nelle principali città Italiana come Roma, Firenze, Napoli, Verona, Palermo per poi varcare i confini Italiani e approdare in Francia, Spagna e Olanda. 
Si tratta di un caso di marketing in cui il marchio in oggetto diviene popolare prima di essere associato a un prodotto. 
Sfruttando dunque la popolarità ottenuta, a costo bassissimo, attraverso gli adesivi, Marco Bruns progettò la produzione delle prime T-shirt, con il logo rappresentato, al quale diede il nome "A-STYLE", evocando il "doggy style" anglosassone.  
Nel 2001, la "A" con due punti comparve dunque nel mercato italiano su prodotti di abbigliamento Made in Italy, sfruttando la popolarità ottenuta attraverso una campagna di marketing virale ai tempi ancora poco popolare e definita  successivamente guerrilla marketing. L'operazione divenne caso di studio in diverse università italiane. 

## Produzione
Nelle prime stagioni di commercializzazione del marchio, i prodotti venduti furono principalmente t-shirt e felpe. Il prodotto, inizialmente pensato per un pubblico maschile, venne presto declinato anche in linee femminili che assorbirono oltre il 40% del fatturato complessivo del brand nel 2008. 
Alla fase iniziale in cui produzione e commercializzazione del prodotto A-style erano completamente gestite dalla società del fondatore, seguì Il primo accordo di licenza, firmato nel 2003, che permise una più rapida espansione della distribuzione in tutta Italia e l'evoluzione della linea di prodotti in un total look. A partire dal 2004, A-style fu distribuito anche in Spagna, Francia, Grecia, Paesi Bassi, Giappone e Corea del Sud. Il licensing del prodotto A-style si estese, oltre che all'abbigliamento e all'intimo, ad accessori come borse, zaini, caschi da moto, occhiali, raggiungendo un fatturato complessivo al retail di 25 milioni di euro nel 2007.
Oltre che attraverso la guerrilla marketing, A-style ottenne grande visibilità partecipando a fiere ed eventi internazionali come il  Bread & Butter Show di Berlino e Barcellona e tramite partnerships come la sponsorizzazione del calciatore argentino Lionel Messi e la sponsorizzazione di alcune tappe del MotoGP nel ruolo Main Sponsor.

## Tutela e buon costume
Il logo A-style, coperto dal diritto d'autore (copyright), è stato registrato dal fondatore presso diversi istituti internazionali. Ciononostante sono stati diversi i tentativi di usurpare o indebolire i diritti di proprietà in capo all'autore. È di particolare interesse la sentenza del Tribunale di Bari del 12 luglio 2007 che, annullando la registrazione di un marchio (lettera "K" con analoga grafica, colore e significato evocato) simile al logo A-style sancisce, per quest'ultimo, la non contrarietà al buon costume in quanto il riferimento all'atto sessuale "è solo indiretto ed eventuale, ed è quindi tutelabile".